# Norwegische Badmintonmeisterschaft 2022
Die Norwegische Badmintonmeisterschaft 2022 fand vom 25. bis zum 27. März 2022 in Bergen statt.

## Sieger und Platzierte
| Disziplin    | Gold                          | Silber                                        | Bronze                                       |
| ------------ | ----------------------------- | --------------------------------------------- | -------------------------------------------- |
| Herreneinzel | Vegard Rikheim                | Markus Barth                                  | Danila Gataullin                             |
| Herreneinzel | Vegard Rikheim                | Markus Barth                                  | Torjus Flåtten                               |
| Dameneinzel  | Vilde Espeseth                | Marie Mørk                                    | Sofia Louis Macsali                          |
| Dameneinzel  | Vilde Espeseth                | Marie Mørk                                    | Emilie Sotnes Hamang                         |
| Herrendoppel | Vegard Rikheim Torjus Flåtten | Jonas Østhassel Mattias Xu                    | Carl Christian Mork Fredrik Kristensen       |
| Herrendoppel | Vegard Rikheim Torjus Flåtten | Jonas Østhassel Mattias Xu                    | Mathias Ji Hong Thomas Grüner Fjeldheim      |
| Damendoppel  | Aimee Hong Marie Christensen  | Vera Botcharova Ellingsen Sofia Louis Macsali | Emilie Sotnes Hamang Solvår Flåten Jørgensen |
| Damendoppel  | Aimee Hong Marie Christensen  | Vera Botcharova Ellingsen Sofia Louis Macsali | Julie Marie Andersen Marie Mørk              |
| Mixed        | Fredrik Kristensen Aimee Hong | Carl Christian Mork Solvår Flåten Jørgensen   | Mads Marum Vilde Espeseth                    |
| Mixed        | Fredrik Kristensen Aimee Hong | Carl Christian Mork Solvår Flåten Jørgensen   | Jonas Østhassel Julie Marie Andersen         |